# شعر مسيحي

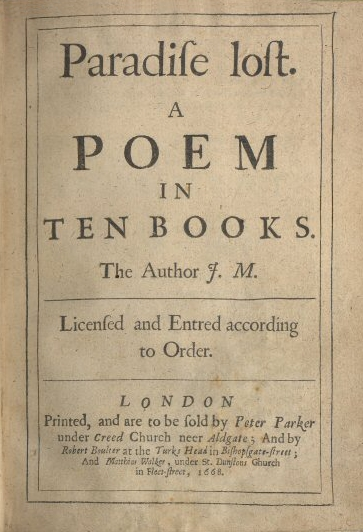
أول صفحة من الملحمة الشعرية الفردوس المفقود للكاتب الإنكليزي جون ملتون، كتبها عام 1667.

كذلك كان تأثير المسيحية في الشعر عظيم خاصةً في المناطق التي وصلتها المسيحية. القصائد المسيحية في كثير من الأحيان ترجع مباشرةً إلى الكتاب المقدس، والبعض الآخر يقدم قصصًا رمزية.

## تاريخ
وقد أستخدمت نماذج شعرية من قبل المسيحيين منذ بداية المسيحية. أقدم الأشعار المسيحية التي تستخدم كأناشيد دينية، تظهر في الواقع، في العهد الجديد. منها ترنيمة التمجيد، والتي تظهر في إنجيل لوقا، بالإضافة إلى أشعار العهد القديم مثل المزامير ومجموعة الكتب الشعرية. يعتقد علماء الكتاب المقدس أيضًا أن القديس بولس قد كتب أجزاء من التراتيل المسيحية في وقت مبكر في رسائله:
| شعر مسيحي                                       | فَلْيَكُنْ فِيكُمْ هذَا الْفِكْرُ الَّذِي فِي الْمَسِيحِ يَسُوعَ أَيْضًا، الَّذِي إِذْ كَانَ فِي صُورَةِ اللهِ، لَمْ يَحْسِبْ خُلْسَةً أَنْ يَكُونَ مُعَادِلاً للهِ. لكِنَّهُ أَخْلَى نَفْسَهُ، آخِذًا صُورَةَ عَبْدٍ، صَائِرًا فِي شِبْهِ النَّاسِ. وَإِذْ وُجِدَ فِي الْهَيْئَةِ كَإِنْسَانٍ، وَضَعَ نَفْسَهُ وَأَطَاعَ حَتَّى الْمَوْتَ مَوْتَ الصَّلِيبِ. لِذلِكَ رَفَّعَهُ اللهُ أَيْضًا، وَأَعْطَاهُ اسْمًا فَوْقَ كُلِّ اسْمٍ لِكَيْ تَجْثُوَ بِاسْمِ يَسُوعَ كُلُّ رُكْبَةٍ مِمَّنْ فِي السَّمَاءِ وَمَنْ عَلَى الأَرْضِ وَمَنْ تَحْتَ الأَرْضِ، وَيَعْتَرِفَ كُلُّ لِسَانٍ أَنَّ يَسُوعَ الْمَسِيحَ هُوَ رَبٌّ لِمَجْدِ اللهِ الآبِ. | شعر مسيحي |
| — القديس بولس، رسالة بولس الرسول إلى أهل فيلبي. | |           |

### في الشرق المسيحي

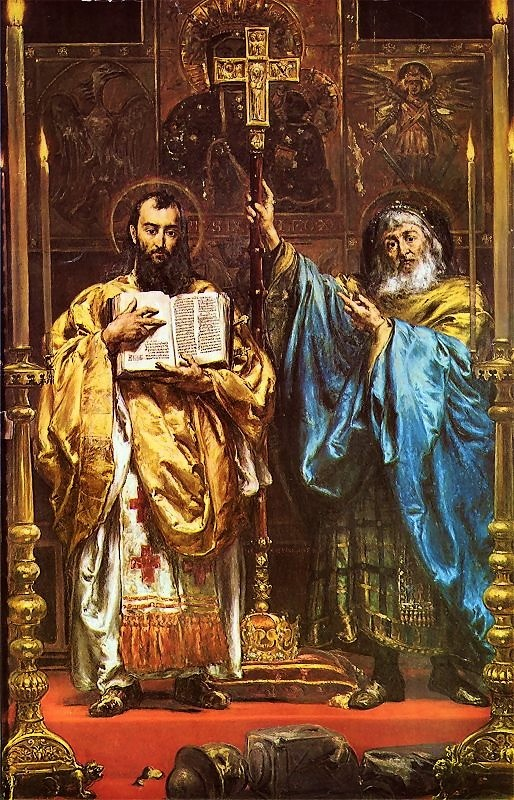
كيرلس وميثوديوس، بفضل تأثيرهما الكبير في التطور الديني والثقافي والأدبي والشعري للشعوب السلافية عامًة دُعيا بلقب رسل السلافيين.

خلال العصور الكلاسيكية القديمة، تطورت الأشعار المسيحية في الكنيسة الشرقية والغربية، ومن أبرز أعلام الكنيسة الشرقية في هذه الفترة أفرام السرياني وهو راهب سرياني ومن رواد كتاب وشعراء المسيحية ويعده بعض المؤرخين واللاهوتيين أعظم من كتب القصيدة والترنيمة الدينية في الشرق المسيحي، وظهرت في الامبراطورية البيزنطية قصائد وأشعار في مدح مريم العذراء والتي عرفت بصلاة المدائح.
ظهر الجزء الأعظم من الأدب الآرامي/السرياني ظهر بعد انتشار المسيحية في القرن الثاني. ويُعتبر برديصان (154-222) من أوائل الشعراء والفلاسفة السريان، فألف العديد من الكتب والمواعظ والمحاججات في الدفاع عن المسيحية وتفنيد بعض العقائد الغنوصية. كما يعد أفرام السرياني من أهم الأدباء المسيحيين على العموم في القرون المسيحية الأولى، حيث كتب العديد من الأشعار المسماة بال-«مِمرِ» (ܡܐܡܪܐ) وهي مستلهمة من أمور يومية وذلك لتقريبها من أذهان العامة. كما كتب العديد من التفاسير الإنجيلية التي استعملت لاحقا من قبل معظم المذاهب المسيحية. وشهد العصر الذهبي للأدب السرياني في القرنين الرابع والخامس نشوء عدة مدارس سريانية اهتمت بالاهوت والفلسفة والعلوم الطبيعية كما في الرها ونصيبين وجنديسابور. وظهرت عدة أسماء في مجال الأدب السرياني في هذه الفترة مثل نرساي ويعقوب السروجي ويعقوب الرهاوي.
كانت المسيحية إحدى أهم الأعمدة الثقافية للأدب البيزنطي، وصنف الأدب البيزنطي في خمس مجموعات: كتب التاريخ، الموسوعات والمقالات، وكتب الشعر العلمانية؛ مثل الملحمة البطولية (باليونانية: Διγενής Ακρίτας). ما تبقى من مجموعتين تشمل أنواع الأدبية الجديدة: الأدب الكنسّي واللاهوتي، والشعر الشعبي. وأهم الأعمال المسيحية كانت كتب الليتورجيا وكتاب سير القديسين السنكسار.

### في الغرب المسيحي

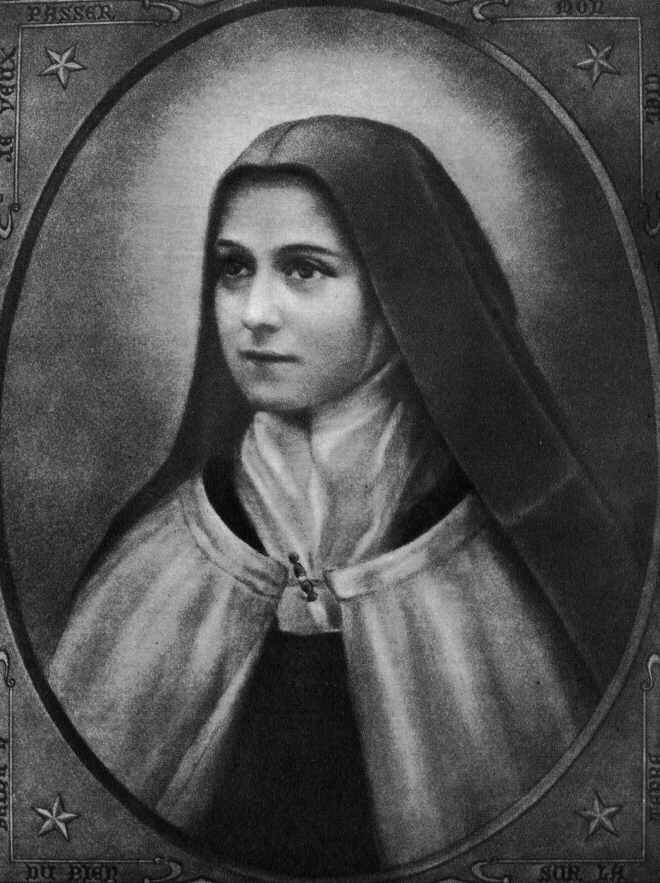
القديسة تريزا الطفل يسوع، عُرفت بكتابة الأشعار الصوفية المسيحية.

في الغرب المسيحي كُتبت عددًا من القضائد المهمة في اللغة اللاتينية والتي ما تزال تستخدم في قداس الكنيسة الرومانية الكاثوليكية، مثل Vexilla Regis وPange lingua gloriosi proelium certaminis (غرّد يا لساني، للكفاح المجيد)؛ من وجهة النظر الأدبية واللغوية، تعتبر هذه القصائد والتراتيل بمثابة ابتكارات هامة.
في كثير من الآداب العامية الأوروبية، يعتبر الشعر المسيحي بين آوائل الأشعار والآداب الأوروبية، وإعادة صوغ الكتاب المقدس كان في كثير من الأحيان سابق لترجمات الكتاب المقدس. فمثلًا في الشعر الإنجليزي القديم، حلم الصليب، ويتحدث الشعر عن تأمل على صلب المسيح والذي يتماهى مع الصور البطولية الجرمانية، وينطبق هذا على يسوع، هي واحدة من المعالم الشعرية الأقدم الموجودة في الأدب الإنجليزي القديم. دانتي أليغييري في ملحمته الشعرية الكوميديا الإلهية يمثل واحد من أقدم المعالم الشعرية للأدب العامي الإيطالي. كذلك فان الكثير من الشعر القديم الأيرلندي كتبه رهبان إيرلنديون وبالتالي فتتطرق هذه الأشعار إلى مواضيع دينية. وتتكرر هذه الأشعار المسيحية المبكرة في معظم اللغات الأوروبية.
في عصر النهضة خلال الإصلاح الكاثوليكي أو الإحياء الكاثوليكي ازدهر شعر التصوف الإسباني رافقه كتابات حول التصوف المسيحي، وتعتبر هذه الفترة عصر النهضة الأدبية للتصوف في التقاليد والثقافة الكاثوليكية وهي فترة العصر الذهبي الإسباني أيضًا. أبرز أعلام هذه الفترة القديسة تريزا الأفيليّة، القديس يوحنا الصليب وفرنسيس بورجيا وإغناطيوس دي لويولا.
كان للمرأة المسيحية دور بارز في كتابة الشعر والقصيدة المسيحية، خاصة في المواضيع تصوف مسيحي، مثل القديسة الإيطالية كاترينا السيانيّة والإسبانية تريــــزا الأفيلية والفرنسية تريزا الطفل يسوع والألمانية، يهودية الأصل، إديث شتاين.
| شعر مسيحي                             | أن أزرع السلامَ والفرحَ في كلِّ القلوب. يا رباناً محبوباً، المحبّة تَحثني لأنّي أراك في نفوس إخوتي وأخواتي. فالمحبّة، هي نجمتي الوحيدة، وفي نورِها أُبحر بدون ضلال، وشعاري مكتوبٌ على شراعي العيش بالحب. | شعر مسيحي |
| — من كتابات القديسة تريزا الطفل يسوع. | |           |

ظهر حديثًا الشعر المسيحي الحديث. وينتشر اليوم على نطاق واسع وهناك عدد من الكتاب المحدثين في المواضيع المسيحية ويظهر ذلك في كثير من قصائدهم، منهم وليام بليك، تشيسترتون وإليوت.

## قائمة الشعراء في الشعر المسيحي
القائمة تعرض لبعض أهم شعراء الشعر المسيحي؛ يُذكر أن القائمة غير كاملة
- أفرام السرياني - (حوالي 306-373).
- غريغوريوس النزينزي - (329 - 389).
- يوحنا الدمشقي - (حوالي 676—749).
- تيوفان المعرف - (حوالي 760-850).
- هايدغارد بنجين - (1098 -1179).
- فرنسيس الأسيزي - (1181-1226).
- دانتي أليغييري - (حوالي 1265–1321).
- كاترينا من سيينا - (1347-1380).
- تيريزا القديسة - (1515-1582).
- يوحنا الصليب - (1542-1591).
- جون دون - (1572–1631).
- جون ميلتون - (1608-1674).
- أنجليوس سيلسيوس - (1624-1677).
- إيميلي برونتي - (1818-1848).
- جيرارد مانلي هوبكنز - (1844-1889).
- جبران خليل جبران - (1883-1931).
- جابرييلا ميسترال - (1889-1957).
- تشيسلاف ميلوش - (1911-2004).
- سيونج مو ها - (1963- ).